# 2356 Hirons
2356 Hirons је астероид. Приближан пречник астероида је 45,94 ,
а средња удаљеност астероида од Сунца износи 3,235 астрономских јединица (АЈ).
Инклинација (нагиб) орбите у односу на раван еклиптике је 15,591 степени, а орбитални период износи 2125,943 дана (5,820 година). Ексцентрицитет орбите астероида износи 0,039.
Апсолутна магнитуда астероида износи 10,80 а геометријски албедо 0,040.
Астероид је откривен 17. октобра 1979. године.